# Route nationale 89 (France)
Pour les articles homonymes, voir Route nationale 89.
La route nationale 89, ou RN 89, est une route nationale française ayant relié à son apogée Lyon à Bordeaux via Clermont-Ferrand et Brive-la-Gaillarde, en traversant le Massif central.
Cette route était l'une des relations transversales les plus importantes de France. Désormais supplantée par l'autoroute A89, une grande partie de la route nationale a été déclassée ; il ne subsiste plus que la liaison entre Libourne et Bordeaux aménagée en voie express dans le prolongement de l'autoroute, ainsi qu'une courte section d'un kilomètre à l'entrée est de Clermont-Ferrand dans le prolongement de l'autoroute A711.

## Histoire

### Création de la route et déclassements
La route nationale 89 est définie en 1824 comme la route de Lyon à Bordeaux et traverse six départements, sur une longueur de 524,775 km dont la répartition par département est la suivante :
- 46,348 km dans le Rhône (via « Lyon, Grezieux, Izeron et Rivoire »)[2] ;
- 63,281 km dans la Loire (via « Feurs, Boën, L'Hôpital et Noirétable »)[3] ;
- 113,773 km dans le Puy-de-Dôme (via « Chabreloche, Thiers, Lezoux, Clermont, Rochefort et Bourg-Lastic »)[4] ;
- 129,513 km en Corrèze (via « Ussel, Égletons, Tulle, Brive et L'Arche »)[5] ;
- 124,879 km en Dordogne (via « Terrasson, Thénon, Périgueux, Mucidan et Montpont »)[6] ;
- 46,981 km en Gironde (via « Saint-Médard, Libourne, Saint-Pardon [lieu-dit de Vayres], Saint-Loubès et Bordeaux »)[7].

#### Années 1970: premier déclassement et modification d'itinéraire
En 1972, une première vague de déclassements entraîne le transfert d'un grand nombre de routes nationales dans le domaine routier départemental. Le tronçon de Lyon à Feurs via Duerne, Sainte-Foy-l'Argentière et Saint-Martin-Lestra est concerné par ce déclassement, qui prend effet le 1er janvier 1973 dans le Rhône sur la portion comprise entre l'intersection avec la route nationale 7, place Vauboin à Tassin-la-Demi-Lune et la limite du département de la Loire (46,716 km) et dans la Loire sur la portion comprise entre la limite du département du Rhône et la route nationale 82 à Feurs (14,165 km). L'ancienne RN 89 devient la RD 489 dans le Rhône et la RD 89 dans la Loire.
Un nouvel itinéraire est défini, partant de la route nationale 7 à L'Arbresle et débouche sur la route nationale 82 à Montrond-les-Bains via Sain-Bel, Sainte-Foy-l'Argentière et Bellegarde-en-Forez : cette portion de route reprend un tronçon d'une route nationale qui était classée dans les années 1930 sous le numéro 496.

#### Années 2000: deuxième vague de déclassements
Le décret no 2005-1499 du 5 décembre 2005 ne conserve que la section de route située « entre la route nationale 230 et l'autoroute A 89 ». La liaison entre Bordeaux et Clermont-Ferrand via Périgueux et Tulle est donc définie par cette section de route ainsi que l'autoroute qui la prolonge. Tous les autres tronçons sont déclassés du réseau routier national et transférés aux départements qui assurent désormais la gestion de ces axes routiers.
Dans le département du Rhône, toute la route nationale 89 est déclassée entre le giratoire de la route nationale 7 à L'Arbresle et la limite avec le département de la Loire (29,4 km) avec effet au 1er janvier 2006. Elle devient la D 389.
Dans le département de la Loire, la portion de la RN 89 comprise entre les limites des départements du Puy-de-Dôme et du Rhône est déclassée. Elle devient la D 1089.
Dans le département du Puy-de-Dôme, une grande partie de la RN 89 est déclassée. Elle devient la D 2089, sauf entre Clermont-Ferrand et Ceyrat.
Dans le département de la Corrèze, toute la RN 89 est déclassée. Elle devient la D 1089.
Dans le département de la Dordogne, la RN 89 est déclassée dans sa totalité. Elle devient la D 6089.
Dans le département de la Gironde, la RN 89 est déclassée. Elle devient la D 1089. Il ne subsiste donc plus de la route nationale que le tronçon aménagé en voie express dans le prolongement de l'autoroute A89 jusqu'à la rocade de Bordeaux.

### Construction de la route
En Corrèze, bien avant le classement en nationale, la route était inachevée à la Révolution française. M. de Verneilh-Puyraseau, le premier préfet du département, voulait demander l'achèvement de cette route. Les travaux, qui ont repris en 1809, ont été « poussés à partir de 1815 » et en 1823, des ponts ont déjà été construits entre Brive et Larche (Puyjoubert, Négrelat et la Couze). Un pont en pierre est construit sur la Corrèze, à Tulle, entre 1823 et 1824. Le tracé de la route est modifié en 1826 (la route passe le long de la rive gauche) puis à nouveau en 1850.
Dans le Puy-de-Dôme, la route est construite entre Theix (commune de Saint-Genès-Champanelle) et le pont de Randanne (commune d'Aurières) en 1858, incluant le tunnel de la Cassière, près du hameau du même nom situé sur la commune d'Aydat.

## Rôle et trafic

### Un grand axe transversal
La route nationale 89 est un des grands axes transversaux de la France : elle relie deux villes importantes (Lyon, dans le Centre-Est de la France, et Bordeaux, dans le Sud-Ouest de la France) en passant par le Massif central.
Malgré la volonté nationale de créer de grands axes contournant le Massif central, la route nationale 89 a bénéficié d'améliorations de tracé (telles que des élargissements) grâce à la volonté de plusieurs hommes politiques locaux, par ailleurs membres du gouvernement, ce qui a valu à cette route d'être surnommée la « Route des Ministres ». Elle est doublée par un axe transversal autoroutier entre Clermont-Ferrand et Bordeaux (l'autoroute A89), « le seul maillon manquant d'un itinéraire autoroutier Portugal – Europe centrale via le centre de la France », puis par les autoroutes A89 et A72 à l'est de Clermont-Ferrand.
La route nationale 89 a été aussi concurrencée par d'autres modes de transport, notamment le rail, avec l'existence d'une relation ferroviaire entre Lyon et Bordeaux (via Roanne, Montluçon, Limoges et Périgueux, ou via Roanne, Clermont-Ferrand et Brive-la-Gaillarde) jusqu'en 2014.

### Exploitation actuelle
La section de Libourne à Bordeaux est gérée par la Direction interdépartementale des Routes Atlantique, district de Gironde. Il s'agit, plus précisément, de la section comprise entre « le croisement avec la route nationale 230 à Artigues et l'échangeur avec l'autoroute A 89 à Arveyres ».
Les tronçons déclassés à la suite des réformes de 1972 et 2005 sont gérés par les départements.
La D 2089 traversant Pont-du-Château (entre le giratoire avec la D 1 à l'entrée Est de la commune et le rond-point de Champ-Lamet), ainsi que l'ensemble de la D 766 à Lempdes et Clermont-Ferrand, sont transférés dans la voirie métropolitaine de Clermont Auvergne Métropole le 1er janvier 2019, par délibération du conseil métropolitain du 16 novembre 2018, et deviennent respectivement les routes métropolitaines M 2089 et M 766. La D 2089 traversant Saulzet-le-Chaud (commune de Romagnat) et Theix (commune de Saint-Genès-Champanelle), ainsi que la déviation de Beaumont et de Ceyrat qui n'a pas fait partie de la route nationale 89 historique, restent dans le domaine routier départemental.

## Tracé

### De Lyon à Clermont-Ferrand

#### De Lyon à Feurs
La route est en tronçon commun avec la nationale 7 entre Lyon et L'Arbresle.
Les communes traversées sont :
- L'Arbresle (km 24) (D 389)
- La Tourette, commune de Sain-Bel
- Bon Vallon, commune de Sain-Bel
- Sain-Bel (km 28)
- La Brevenne, commune de Bessenay
- La Giraudière, commune de Brussieu
- La Patte, commune de Brussieu
- Sainte-Foy-l'Argentière (km 45)
- Le Parc, commune de Bellegarde-en-Forez (D 1089)
- Bellegarde-en-Forez (km 63)
- Saint-André-le-Puy (km 66)
- Montrond-les-Bains (km 68)
- Tronc commun avec la RN 82 (déclassée) jusqu'à Feurs (km 79)

Avant la réforme de 1972, la route nationale 89 quittait l'agglomération lyonnaise par l'ouest. La desserte de la route était limitée à un trafic local dans les années 1950 et le trafic de transit vers le Forez ou l'Auvergne était plutôt assuré vers les routes de Saint-Étienne (route nationale 88) ou de la vallée de la Brévenne. Elle passait par :
- Tassin-la-Demi-Lune
- Francheville
- Craponne
- Grézieu-la-Varenne
- Vaugneray
- Brally, commune d’Yzeron
- Yzeron
- Col des Brosses, commune de Montromant
- Duerne
- Sainte-Foy-l'Argentière où elle croise l'actuelle RN 89 devenue RD 389
- Souzy
- Les Halles
- Haute-Rivoire
- Saint-Martin-Lestra
- Saint-Barthélemy-Lestra
- Salt-en-Donzy
- Feurs

#### De Feurs à Clermont-Ferrand

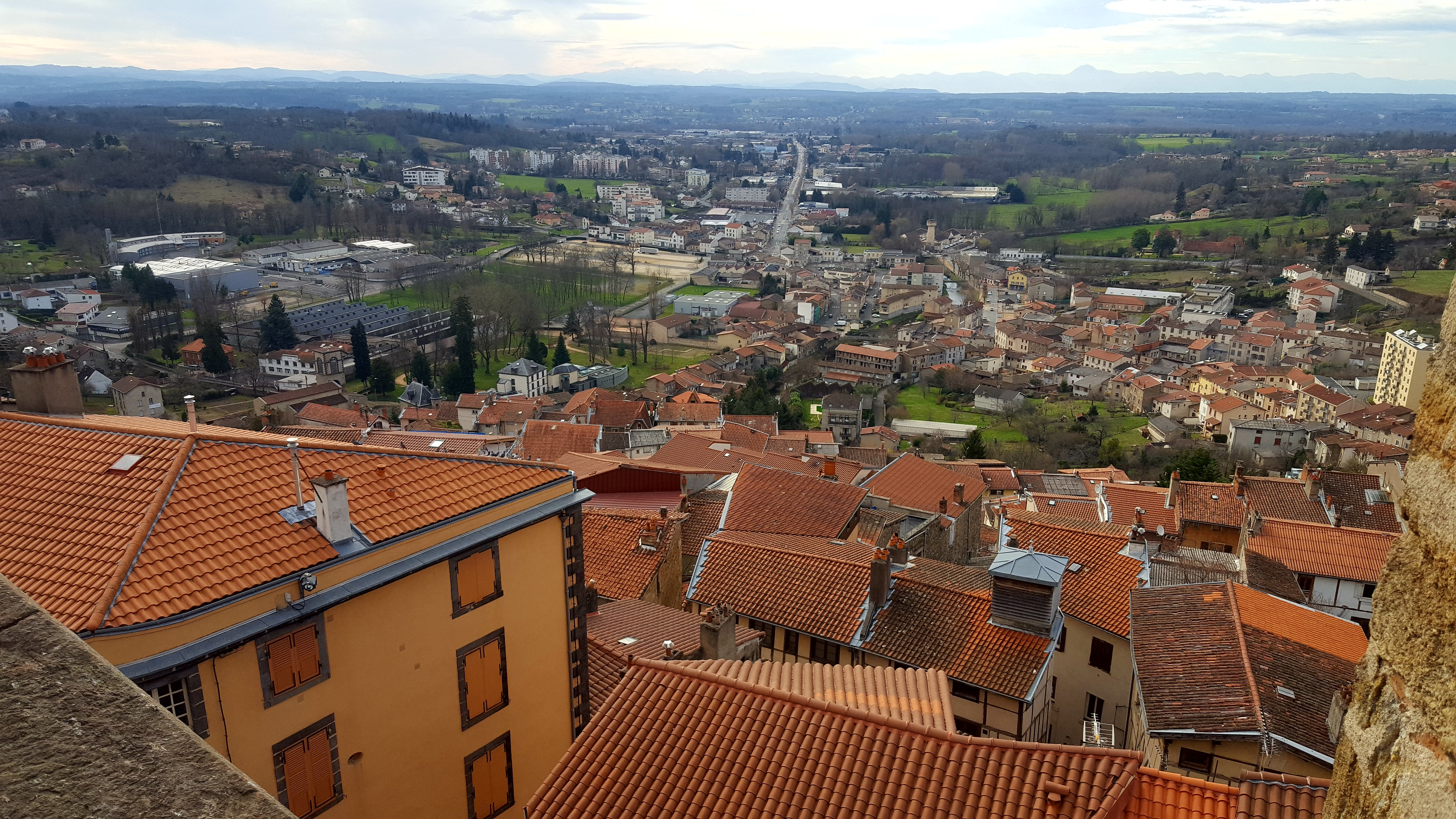
L'ex RN89 dans le bas de Thiers.

À partir de Feurs, la route est doublée par les autoroutes A72 et A89.
Les communes traversées sont :
- La Maison Blanche, commune de Saint-Étienne-le-Molard (km 89)
- Boën-sur-Lignon (km 97)
- Leigneux (km 99)
- La Fabrique, commune de Saint-Sixte
- Varenne, commune de Saint-Sixte
- La Gare, commune de L'Hôpital-sous-Rochefort (km 104)
- Anzon, commune de Saint-Laurent-Rochefort
- Collet, commune de Saint-Laurent-Rochefort
- Saint-Thurin, commune déléguée de Vêtre-sur-Anzon (km 112)
- Saint-Julien-la-Vêtre, commune déléguée de Vêtre-sur-Anzon (km 118)
- Noirétable (km 123)
- Limite entre les départements de la Loire et du Puy-de-Dôme
- La Truffe, commune d'Arconsat
- Chabreloche (km 135)
- La Grande Bergère, commune de Celles-sur-Durolle
- Le Moulin Neuf, commune de Celles-sur-Durolle
- Gare de Celles, commune de Celles-sur-Durolle
- Pont de Celles, commune de Celles-sur-Durolle
- La Monnerie-le-Montel (km 140)
- Bellevue, commune de Thiers
- Château-Gaillard, commune de Thiers
- Thiers (km 147)
- Pont-de-Dore, commune de Peschadoires (km 153)
  - Pont sur la Dore
- La Maison Blanche, commune de Saint-Jean-d'Heurs
- Lezoux (déviée par le sud, sa traversée est la D 336)
- Seychalles
- Chignat, commune de Vertaizon (km 172)
- Pont-du-Château (km 176) : la portion de l'avenue de Lyon située à l'est du carrefour giratoire avec la D 1 reste gérée par le département alors que le reste de l'avenue (ainsi que les avenues du Docteur-Besserve, Roger-Coulon et de Clermont) est transféré à Clermont Auvergne Métropole, sous le numéro M 2089
- Lempdes (km 181) : avenue de l'Europe (M 766)
- Clermont-Ferrand (km 191) : avenue du Brézet, puis avenue de l'Agriculture (M 766)

### De Clermont-Ferrand à Brive-la-Gaillarde

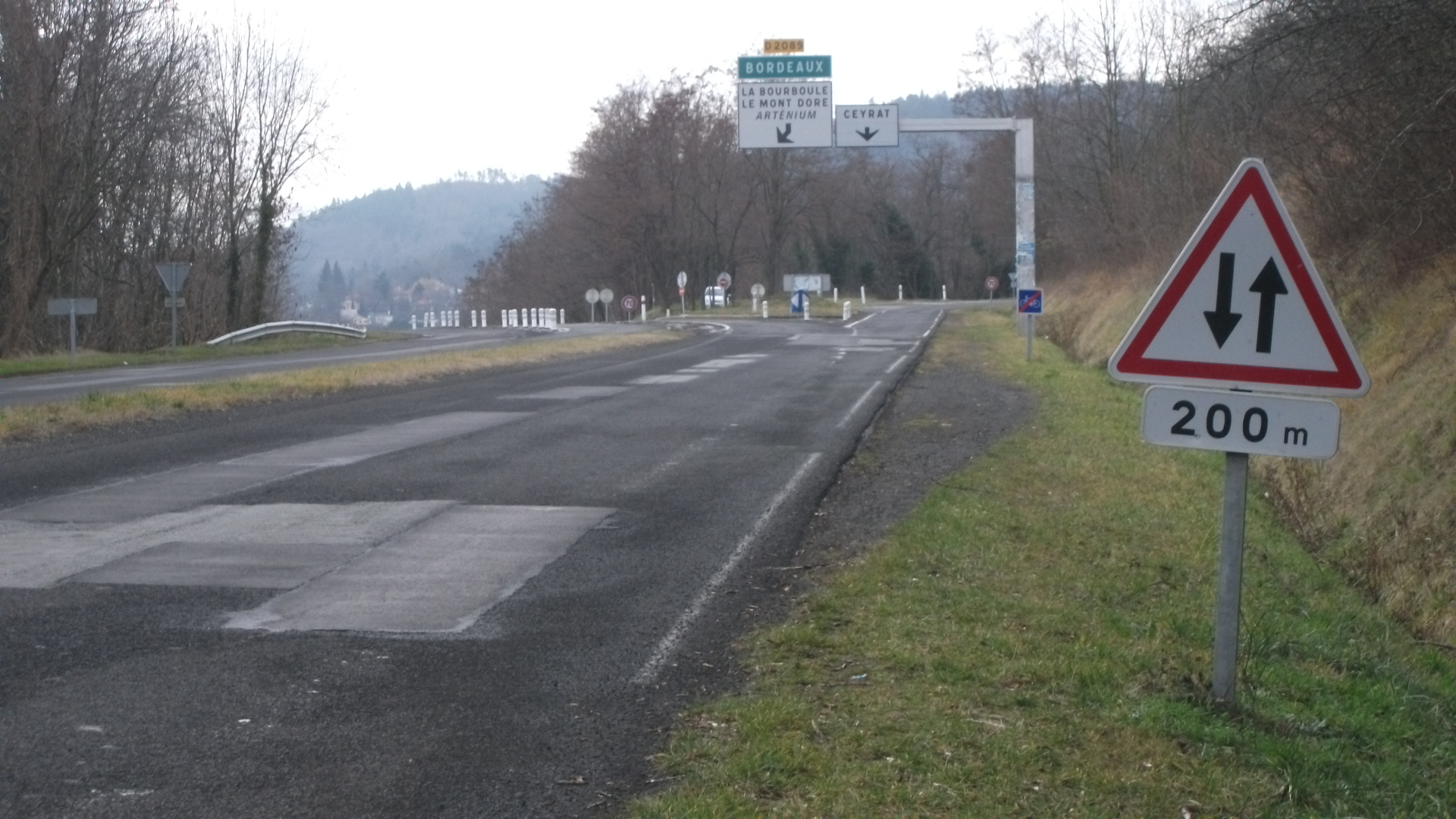
Ancienne RN 89 près de Ceyrat

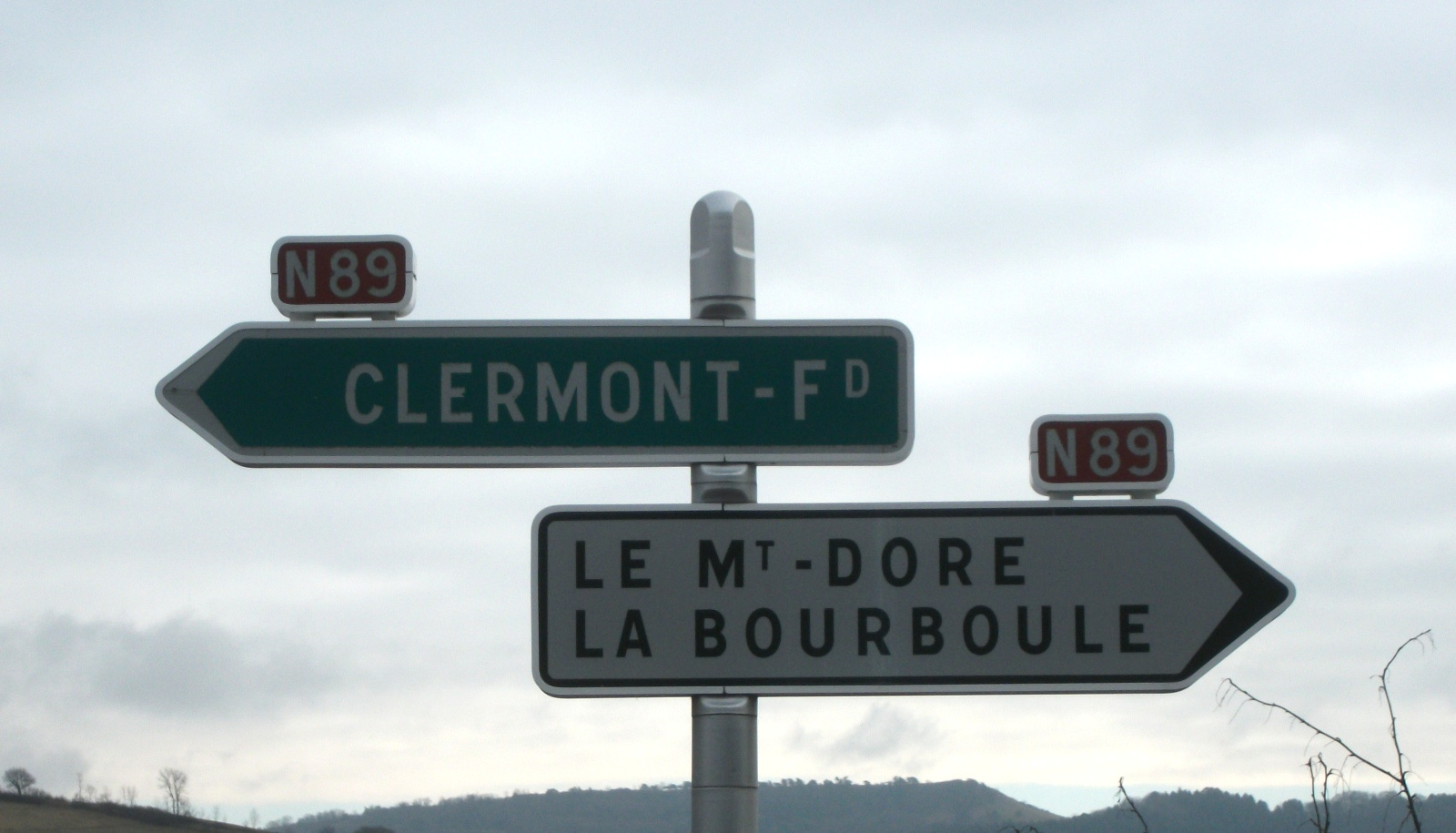
Panneaux indiquant la RN 89 à Ceyrat en janvier 2012

À partir de Bourg-Lastic la route est dédoublée par l'A89.
Dans le Puy-de-Dôme, le tronçon situé entre Theix (commune de Saint-Genès-Champanelle) et Aydat était le plus accidentogène des routes du Puy-de-Dôme, avec 10 accidents, 12 blessés graves et un taux de gravité de 190 tués et blessés graves pour 100 accidents entre le 1er juillet 2000 et le 30 juin 2005. Le carrefour avec la RD 90 étant jugé dangereux, le conseil général du Puy-de-Dôme a aménagé en 2011 un carrefour dénivelé à La Cassière sur la commune d'Aydat, pour un coût de 4,8 millions d'euros,.
Les communes traversées étaient :
- Clermont-Ferrand
- Beaumont (km 194)
- Ceyrat (km 197)
- Saulzet-le-Chaud, commune de Romagnat
- Varennes, commune de Chanonat
- Theix, commune de Saint-Genès-Champanelle (km 205)

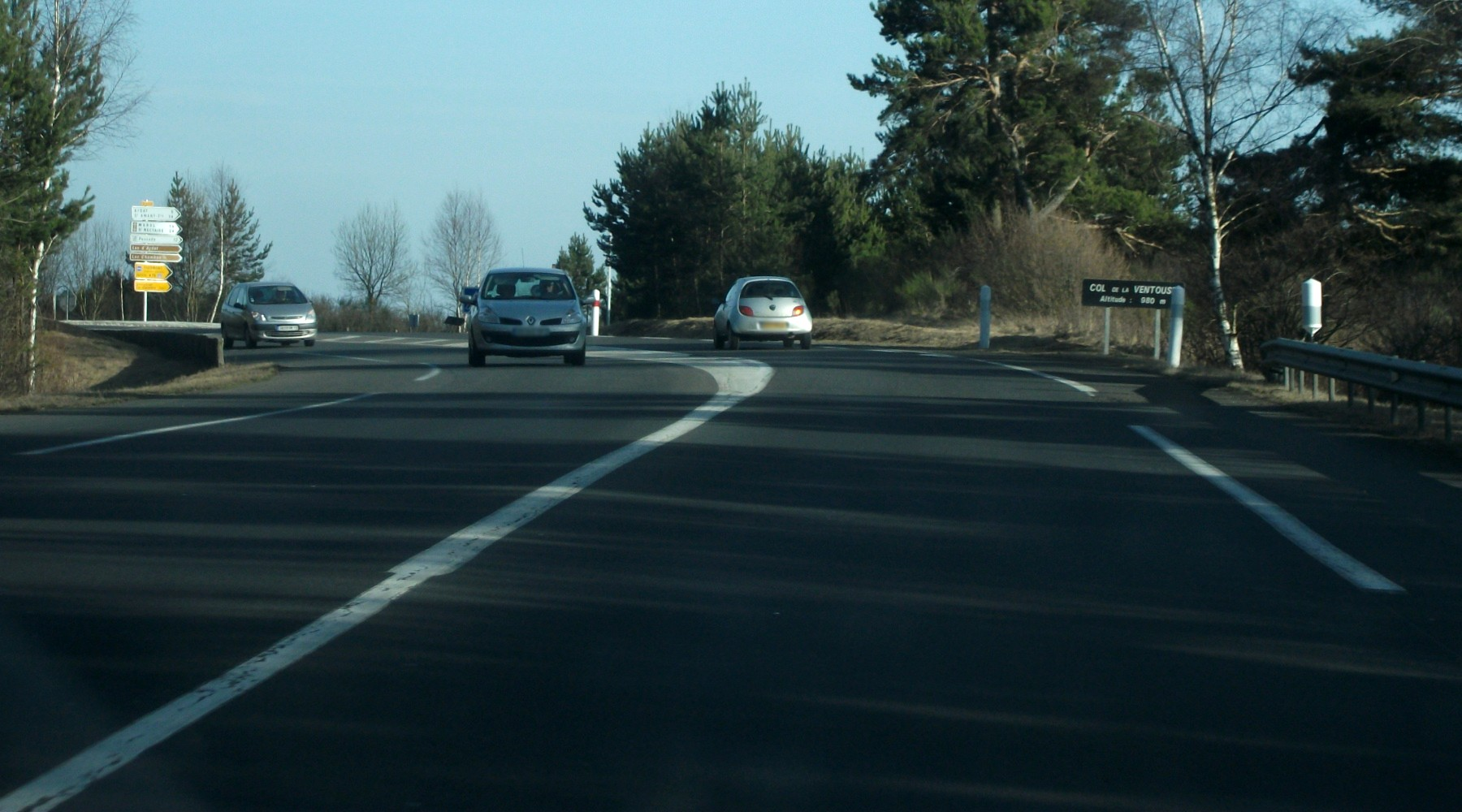
Col de la Ventouse

- Col de la Ventouse, commune d'Aydat (altitude 980 m)
- Randanne, commune d'Aurières
- Nébouzat (km 217)
- Les Quatre Routes, commune de Nébouzat
- Le Léry, commune de Saint-Pierre-Roche
- Massagettes, commune de Saint-Pierre-Roche
- Rochefort-Montagne (km 232)
- Col de la Chabanne (altitude 1 025 m), commune de Laqueuille
- Laqueuille (km 240)
- Bourg-Lastic (km 255)

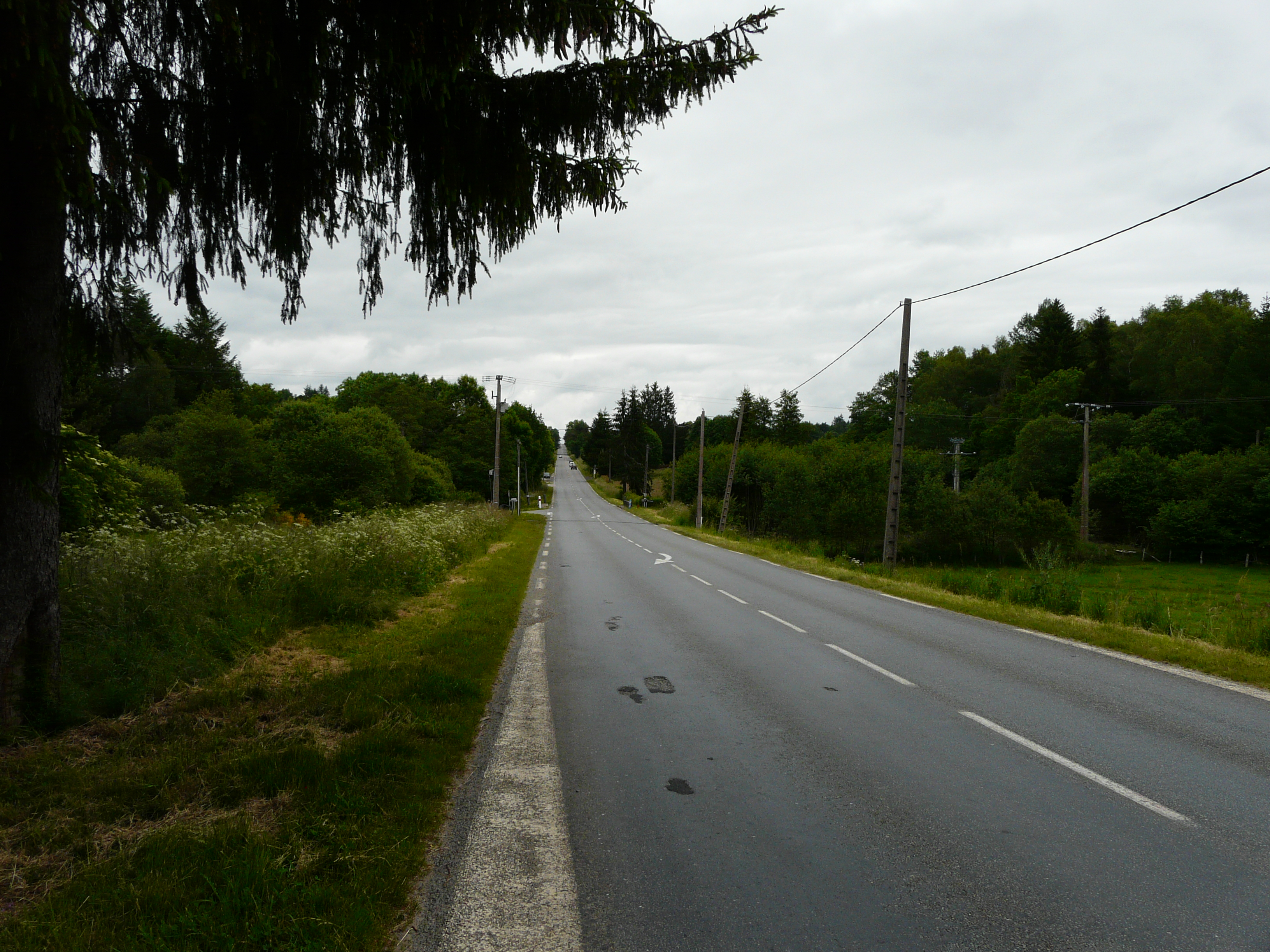
La route départementale 1089 à Chalons d'Aix.

- Veyrière, commune de Monestier-Merlines
- Merlines (km 265)
- Chalons d'Aix, commune d'Aix
- Saint-Dézéry, commune d'Ussel
- Eybrail, commune d'Ussel
- Ussel (km 283)
- Saint-Angel (km 292)
- Combressol (km 299)
- Maussac (km 300)
- Égletons (km 311)
- Rosiers-d'Égletons (km 316)
- Montaignac-Saint-Hippolyte (km 319)
- Eyrein (km 323)
- Gare de Corrèze, commune de Saint-Priest-de-Gimel (km 328)
- Tulle (km 343)
- Cornil (km 326)
- Aubazines la gare (km 356)
- Malemort-sur-Corrèze (km 364)
- Brive-la-Gaillarde (km 367)

### De Brive-la-Gaillarde à Bordeaux
- Larche (km 380)
- Daudevie, commune de Pazayac
- Terrasson-Lavilledieu (km 389)
- Le Lardin-Saint-Lazare
- Azerat (km 405)
- Thenon (km 409)
- Fossemagne
- Saint-Crépin-d'Auberoche
- Saint-Pierre-de-Chignac (km 427)
- Sainte-Marie-de-Chignac
- Tronc commun RN 221 :
  - Saint-Laurent-sur-Manoire
  - Boulazac
- En tant que RN 2089 :
  - Périgueux (km 442)
  - Marsac-sur-l'Isle
  - Razac-sur-l'Isle
- Saint-Astier
- Saint-Léon-sur-l'Isle
- Neuvic (km 467)
- Sourzac
- Mussidan (km 478)
- Saint-Médard-de-Mussidan
- Saint-Martial-d'Artenset
- Montpon-Ménestérol (km 495)
- Saint-Seurin-sur-l'Isle
- Camps-sur-l'Isle (km 511)
- Saint-Médard-de-Guizières
- Pennot et Tripoteau, commune d'Abzac
- Les Chapelles, commune de Saint-Denis-de-Pile
- Libourne (km 532)

Après la traversée de Libourne, la RN 89 passe en 2 × 2 voies, jusqu'à la rocade de Bordeaux.

## Sections aménagées en voie express

### Pénétrante Est de Clermont-Ferrand
Il subsiste toujours un tronçon de la route nationale 89 à l'est de Clermont-Ferrand, signalé ainsi par décision interministérielle du 14 janvier 2022.
Il s'agit d'un tronçon situé entre l'échangeur avec les autoroutes A71, A75 et A711 à l'est, et l'avenue de l'Agriculture (route métropolitaine 766) à l'ouest. Les échangeurs sont :
- Échangeur entre A71 (vers Paris, Bordeaux), A75 (vers Montpellier, Aurillac) et A711/RN 89
- 1.1a : Le Brézet (débouchant sur le boulevard Jacques-Bingen, route métropolitaine 771)
- 1.1b : CHRU, La Pardieu (débouchant sur cette même voie)

### Déviations de Beaumont et de Ceyrat

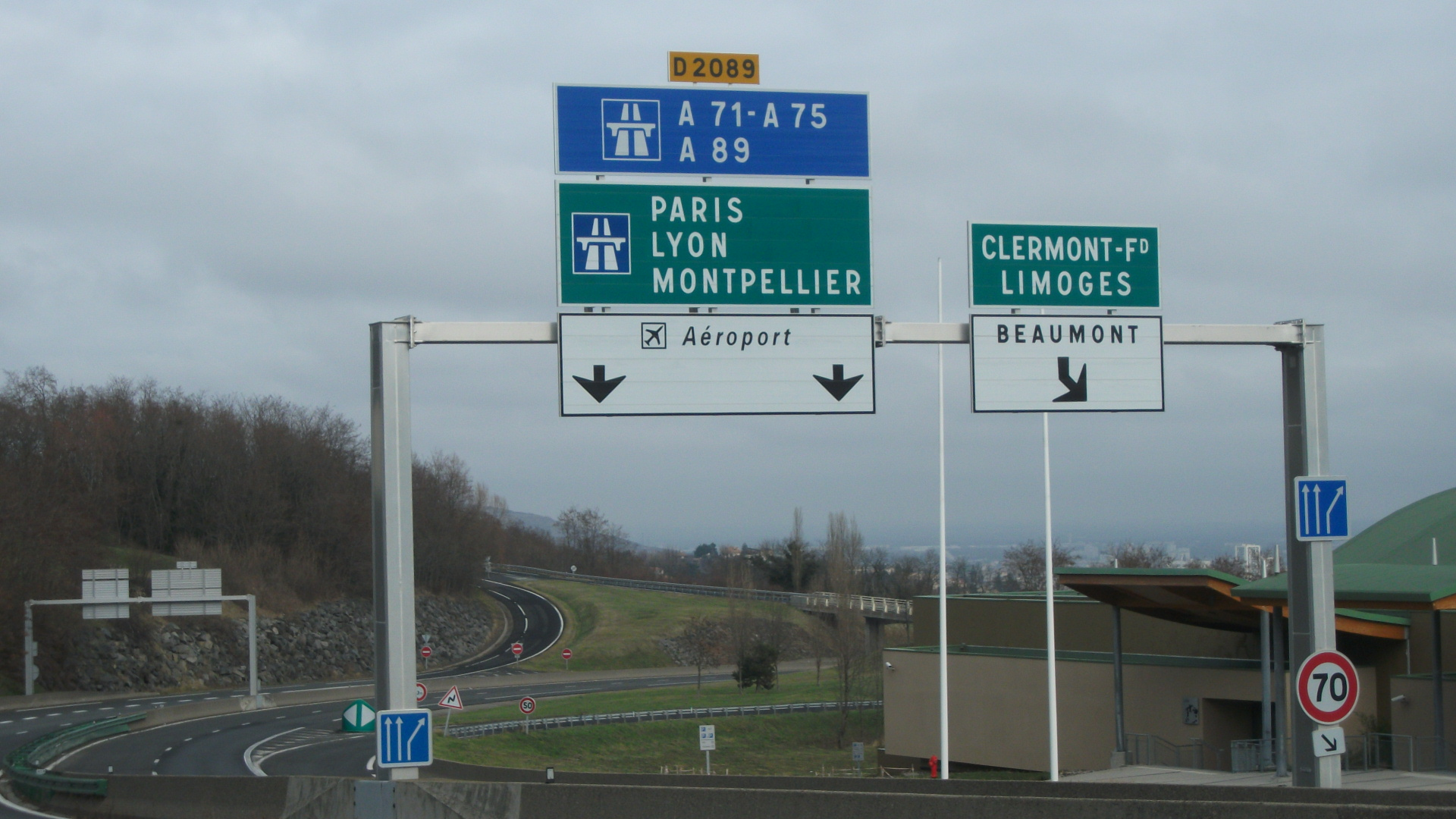
Déviation de Ceyrat en janvier 2012

Alors que le tracé historique de la route nationale 89 passait encore par Beaumont et Ceyrat, au sud de l'agglomération clermontoise, une déviation est construite en trois étapes et avec trois numéros différents :
- route départementale 799 entre l'autoroute A75 et le rond-point de Pourliat, à Beaumont ;
- route nationale 189 entre ce giratoire et un demi-échangeur à Ceyrat ;
- route départementale 798 entre ce demi-échangeur et Saulzet-le-Chaud.

Ces trois tronçons forment la partie sud de la rocade de Clermont-Ferrand suivant un axe est-ouest et ont été intégrés en 2006 à la route départementale 2089. Le tracé est le suivant :
  2 × 2 voies et limitation à 110 km/h
- carrefour giratoire de l'échangeur de Pérignat-lès-Sarliève : A75 sortie  2, M 978 vers Pérignat-lès-Sarliève et M 2009 vers Aubière et les quartiers sud de Clermont-Ferrand
- carrefour giratoire : Romagnat par la rue Fernand-Forest, déchèterie (M 779A)
- carrefour giratoire de Beaumont / Pourliat : Beaumont, Romagnat (M 3)
- : demi-échangeur vers Ceyrat : Parc d'activités des Cheix, ZAE Champ Madame (centre commercial)
- : demi-échangeur vers l'A75 : Clermont-Ferrand, Limoges, Beaumont
- : Ceyrat, Maison des sports Arténium, Parc de l'Artière, Fontimbert
- M 21 : demi-échangeur vers Ceyrat, Clémensat, Romagnat

### Libourne – Bordeaux
L'État a pu rénover la chaussée de cette route avant la rocade de Bordeaux en mai 2009.
- Arveyres (RN 2089)
- 9 :  Échangeur entre RN 89 et A89
- 8 : Vayres
- 7 : Vayres par RD 242E6 : Avenue de Bel-Air
- 6 : Beychac-et-Caillau (km 549)
- 5 : L'Intendant, commune de Beychac-et-Caillau (par RD 13)
- 4 : Montussan
- 3 : Avenue du Périgord (par RD 115)
- 2 : Artigues-près-Bordeaux
- 1 : Artigues-près-Bordeaux (par RD 241E2)
- Échangeur entre RD 1089 et RN 230 ( 26) : Bordeaux (km 560)

## Antennes
La route nationale 89 possédait plusieurs antennes :
- la RN 189 : reliant la route départementale 3 (actuellement M 3) au rond-point de Pourliat à Beaumont à la déviation de Ceyrat, elle assurait la liaison entre deux départementales déviant les deux villes précitées ; elle a été déclassée et intégrée à la D 2089 ;
- la RN 389 : elle correspondait au boulevard Jacques-Bingen, à Clermont-Ferrand ; elle a été déclassée D 771 (actuellement gérée par Clermont Auvergne Métropole : M 771) ;
- la RN 489, reliant la route nationale 7 à la route nationale 6 près de La Tour-de-Salvagny ; elle a été transformée en autoroute et intégrée à l'A89 à l'issue des travaux[30] ;
- la RN 1089, reliant la RN 89 à l'échangeur Thiers-Est de l'autoroute A72 (devenue A89) ; elle a été déclassée D 2189 ;
- la RN 2089, ancienne RN 89 passant par Périgueux.

## Sites remarquables
- Musée de la coutellerie de Thiers
- La Cité des couteliers
- Vallée des usines
- Thiers
- Musée de la céramique à Lezoux
- Clermont-Ferrand
- Sommet du Puy de Dôme ainsi que la Chaîne des Puys
- Lyon
- Tulle
- Brive-la-Gaillarde
- Bordeaux

## Trafic
Dans le Puy-de-Dôme, un poste de comptage relevait environ 15 000 véhicules par jour à Varennes (commune de Chanonat) et 11 597 véhicules à Pont-du-Château en 2006.